# دهستان چاراویماق شرقی
دهستان چاراویماق شرقی یکی از دهستان‌های استان آذربایجان شرقی است که در بخش شادیان شهرستان چاراویماق واقع شده‌است.